# Libelle (Villing)
Libelle war eine deutsche Automarke.

## Unternehmensgeschichte
Das Unternehmen Villing aus Stuttgart begann 1990 mit der Produktion von Automobilen. Etwa 1991 endete die Produktion.

## Fahrzeuge
Das einzige Modell war ein Kit Car. Die Fahrzeuge verfügten über einen Stahlrohrrahmen. Für den Antrieb sorgte der Zweizylinder-Boxermotor des Citroën 2 CV. Die Karosserie bestand aus GFK und bot Platz für 2 + 2 Personen. Die Front ähnelte dem ersten Austin-Healey Sprite. Das Heck war buckelförmig. Der Neupreis betrug 30.000 DM.